# Barkers of Kensington

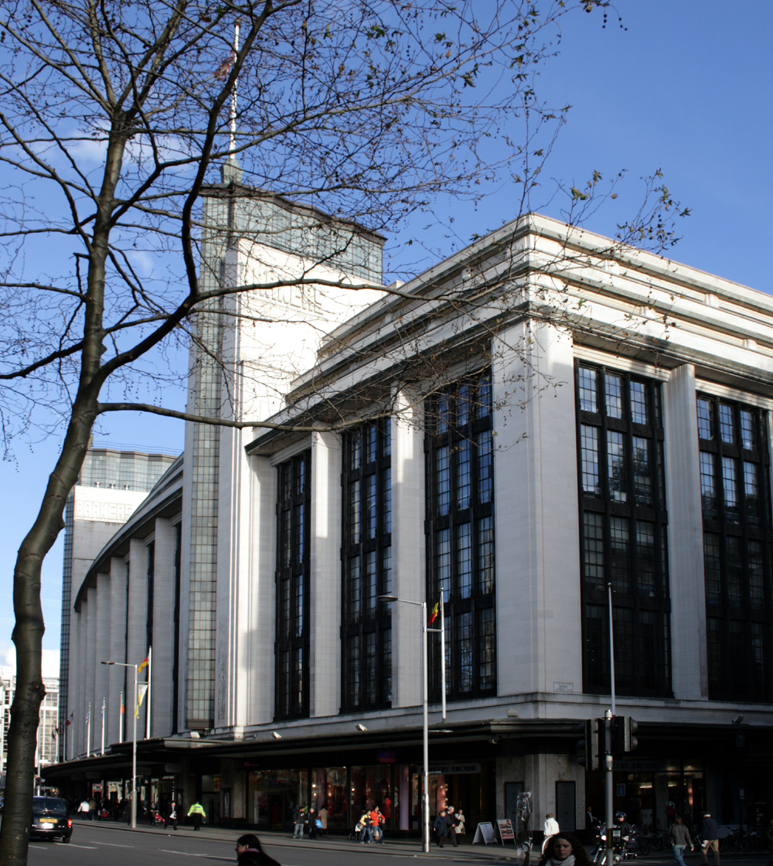

Barkers of Kensington was een warenhuis in Kensington High Street, Kensington, Londen. Het begon als een kleine textielwinkel, John Barker & Company, opgericht door John Barker en James Whitehead in 1870. Barkers groeide snel uit tot een van de grootste en bekendste warenhuizen van Londen. Het bedrijf speelde een belangrijke rol bij het vestigen van Kensington High Street als een van de belangrijkste winkelbestemmingen van Londen gedurende het grootste deel van de twintigste eeuw. Het bedrijf werd in 1957 gekocht door House of Fraser. In 2006 sloot Barkers definitief de deuren. Een deel van het voormalige vlaggenschipgebouw bevat nu een vestiging van Whole Foods Market (2019).

## Geschiedenis
In 1870 openden John Barker en James Whitehead een klein textielbedrijf aan 91-93 Kensington High Street. James Whitehead (een koopman) was de investeerder, terwijl John Barker de winkel runde.  Het plan van John Barker was om klein te beginnen en zijn bedrijf uit te breiden tot een volledig warenhuis. Hij ging rechtstreeks zaken doen met fabrikanten om de beste prijs te krijgen, en met de gemaakte winst begon hij eigendommen en huurovereenkomsten van nabijgelegen panden over te nemen. Tegen het einde van 1870 had hij 26-28 Ball Street geannexeerd en afdelingen voor modezaken en kleermakers opgericht. In 1871 had hij 87 Kensington High Street gekocht en afdelingen voor herenkleding en kinderkleding geopend. Binnen een jaar was hij weer gegroeid door de bedrijven van zijn buren op 89 Kensington High Street en 26 Ball Street te kopen. In 1880 had hij zijn winkels uitgebreid aan 87-89 Kensington High Street en had hij een ijzerhandel gekocht aan 14-16 Ball Street en 75-77 Kensington High Street en 12 Ball Street aan zijn pand toegevoegd.  In 1892 had het bedrijf Kensington 63-71 High Street, 2-6 Young Street en 6 Ball Street opgeslokt en exploiteerde het nu meer dan tweeënveertig afdelingen en werkplaatsen.

## John Barker & Co Ltd.
In 1894 werd het bedrijf ingeschreven met John Barker als voorzitter van de raad van bestuur, vergezeld door zijn broer Francis Barker en H.H. Johnstone (beiden partners in het bedrijf), samen met Tresham Gilbey (zijn schoonzoon) en J.G. Barnes, de voormalige manager van het Kensington-filiaal van Parr's Banking Co. In hetzelfde jaar werd het bedrijf overgenomen door Seaman Little & Co, een grote concurrent, die Barkers opsplitste. Het bedrijf had op dat moment 33 winkels, waaronder zestien aan Kensington High Street met 64 afdelingen die van alles verkochten, van kleding tot kruidenierswaren. Het had zelfs een eigen apotheek-afdeling. 
In 1895 had het bedrijf alle vastgoed aan de zuidkant van Kensington High Street tussen King Street en Young Street gekocht, behalve de nummers 73 en 85, die het bedrijf in 1900 zou verwerven. In de nieuwe ruimten konden sieraden-, horloge- en fietsenafdelingen aan het steeds groter wordende assortiment worden toegevoegd. In 1907 kocht Barkers zijn naaste buurman Ponting Brothers, maar bleef de winkel als een aparte entiteit runnen.
In 1912 werd het eerste deel van de Barkers-winkel verwoest door brand, waarna er tijdelijk een pand aan de overzijde werd betrokken. In 1913 startte de wederopbouw door de eigen bouwafdeling van Barkers. John Barker, de oprichter van de winkel, stierf in 1914, waarna Sidney Skinner, die sinds 1889 bij het bedrijf werkte, de rol van voorzitter overnam. De Eerste Wereldoorlog had een vernietigende invloed op de verkopen en de activiteiten van Barkers en de activiteiten werden teruggeschroefd. 
Na de oorlog werd het expansiebeleid hervat met de aankoop van buurconcurrent Derry & Toms in 1920. De winkel bevond zich tussen de winkels van Barkers en Pontings en werd opnieuw als een aparte entiteit gerund.
In 1924 opende het bedrijf nieuwe winkels in Liverpool, Birmingham en Manchester waar piano's en fonografen werden verkocht. Deze winkels bleken een mislukking en de provinciale vestigingen werden in 1926 gesloten. Succesvoller was de overname van Zeeta Cake Company in 1925. Zeeta was een eersteklas bakkerij- en zoetwarenbedrijf, opgericht in 1919 door een groep directeuren van John Barker & Co. De aankoop breidde de reeds gevestigde cateringactiviteiten van Barkers uit en uiteindelijk zouden er twintig Zeeta-vestigingen worden geopend in de omgeving van Londen.
In 1926 werd een groot, nieuw gebouw voor de meubelafdeling geopend aan Kensington High Street 26-40. Op deze percelen, die al in 1919 door het bedrijf verworven waren, stond voorheen de tijdelijke huisvesting van een aantal afdelingen na de brand van 1912.

## 1930 tot 1957

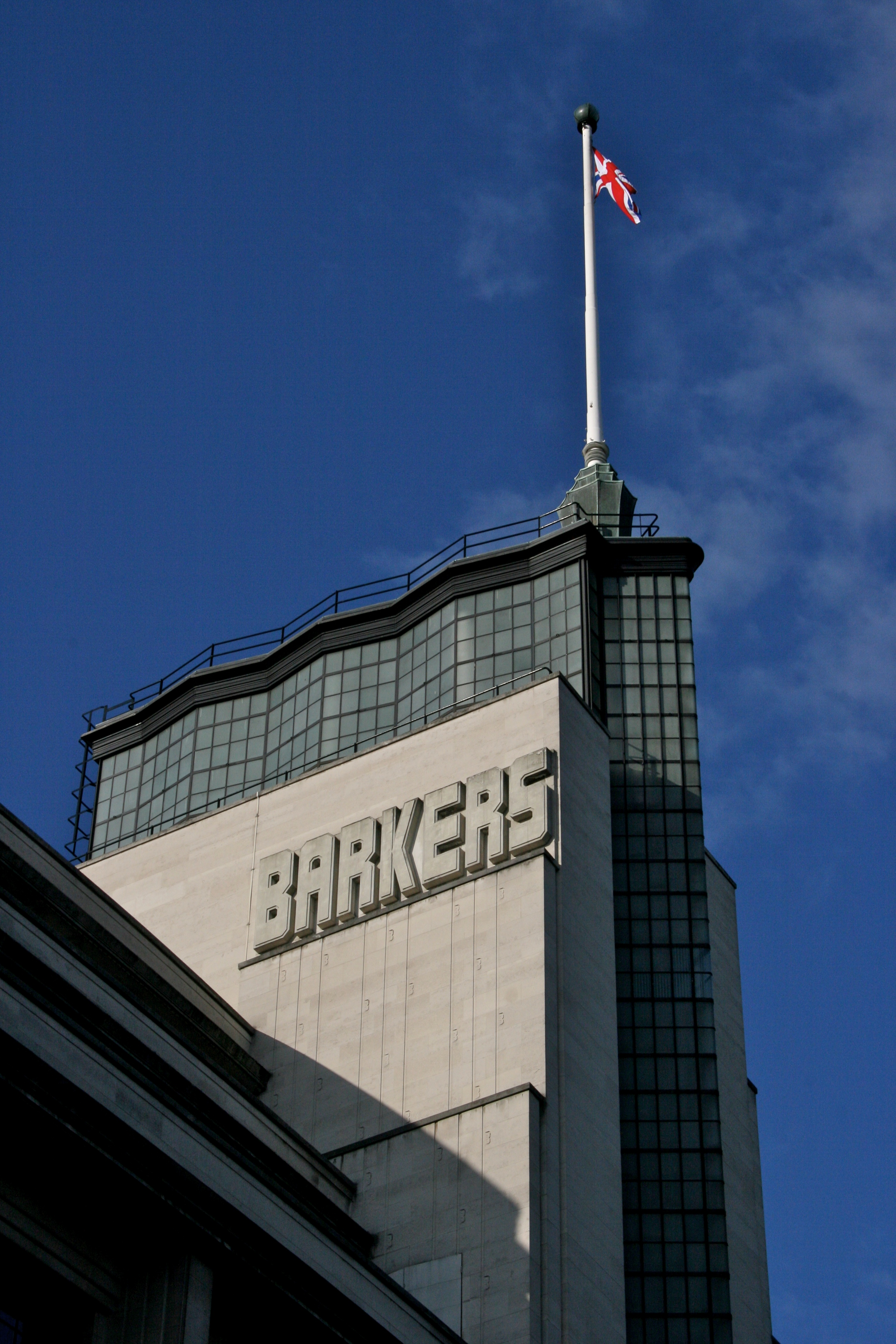
Het herkenningspunt van Barkers, nog steeds zichtbaar op het gebouw

In de jaren 1930 begon het bedrijf met ambitieuze plan om zowel de Barkers- als de Derry & Toms-winkels gefaseerd te herbouwen. Dit plan omvatte het bouwen over Ball Street en het ongeveer 9 meter naar achteren verplaatsen van de gevels van de winkels om te helpen bij de verbreding van Kensington High Street. Tegelijkertijd werd de winkel van Pontings uitgebreid langs Wrights Lane. De gebouwen zijn ontworpen door de huisarchitect Bernard George. In 1933 opende de nieuwe Derry & Toms-winkel. De herontwikkeling van Barkers werd echter onderbroken door de Tweede Wereldoorlog en werd pas in 1958 voltooid 
Ondanks de bomschade aan de Derry & Toms-winkel bleven de Barker-bedrijven winstgevend tijdens de oorlog en bleven ze groeien. In 1947 werd het gevestigde textielbedrijf van Gosling & Sons in Richmond gekocht. In 1951 werd de mogelijkheid om Selfridges aan Oxford Street te kopen serieus onderzocht. Een verdere groei werd in 1953 gerealiseerd met de aankoop van Dale & Kerley aan Terminus Road in Eastbourne.

## Overname door House of Fraser
In augustus 1957 kocht House of Fraser het bedrijf en begon al snel met het doorvoeren van veranderingen om de efficiëntie te vergoten. Tussen 1959 en 1962 werden de Zeeta-winkels afgestoten, samen met overtollige eigendommen aan Kensington High Street en Young Street. In 1965 werd de bouw- en decoratieafdeling van het bedrijf formeel opgericht als John Barker (Construction & Development) Ltd, terwijl in 1968 de vestiging van Gosling & Sons in Richmond werd gesloten om de bouw van een nieuwe Dickins & Jones-winkel op deze locatie mogelijk te maken. De nieuwe winkel werd voltooid in 1970. 
In 1971 werd het bedrijf verder ingekrompen door de sluiting van de Pontings-winkel en de verkoop van het pand. De volledige voorraad van Pontings werd overgebracht naar de benedenverdieping van Barkers, die bekend werd als Ponting's Bargain Basement. In hetzelfde jaar werd het pand van Derry & Toms verkocht aan British Land. Derry & Toms bleef echter tot 1973 actief.
In 1972, nadat de voorraden van Pontings waren overgebracht, werd de hoofdwinkel van Barkers gerenoveerd om de artikelen van Derry & Toms onder te brengen.
In 1973 kocht House of Fraser de Army & Navy Stores-groep. Barkers of Kensington werd een vlaggenschipwinkel van Army & Navy met behoud van de naam Barkers.
Tussen 1976 en 1978 werd de winkel verder gerenoveerd, met een vernieuwde food hall, nieuwe porselein- en glasafdelingen, een modeafdeling op de eerste verdieping, installatie van automatische liften en de sluiting van de Pontings-kelder, die werd vervangen door nieuwe elektronica-afdelingen. 
In 1982 werd de winkel verkleind van zeven naar vier verdiepingen en kregen architecten de opdracht om de locatie opnieuw in te richten. Het herontwikkelde Barkers-gebouw werd opgeleverd in 1986, waarbij het grootste deel van de oppervlakte werd ingenomen door verhuurbare kantoorruimte. Bovendien omvatte het opnieuw opgezette gebouw tuinterrassen, een arcade met kleine winkels op de begane grond en een sterk verkleind warenhuis Barkers. John Barker & Co Ltd. werd in 1988 als eigen entiteit vrijwillig geliquideerd door House of Fraser.
Barkers bleef actief tot 2006. De 135 jaar oude winkel werd gesloten als onderdeel van een reorganisatie van de House of Fraser-activiteiten.
Het gebouw huisvest nu een filiaal van Whole Foods.